# Corée du Sud aux Jeux olympiques de la jeunesse d'hiver de 2012
La Corée du Sud a participé aux Jeux olympiques de la jeunesse d'hiver de 2012 à Innsbruck en Autriche du 13 au 22 janvier 2012.

## Médaillés
| Médaille | Nom           | Sport                                | Épreuve              | Date       |
| -------- | ------------- | ------------------------------------ | -------------------- | ---------- |
| Or       | Mi Jang       | Patinage de vitesse                  | 500 mètres femmes    | 14 janvier |
| Or       | Mi Jang       | Patinage de vitesse                  | 1 500 mètres femmes  | 16 janvier |
| Or       | Hyo Jun Lim   | Patinage de vitesse sur piste courte | 1 000 mètres hommes  | 18 janvier |
| Or       | Suk Hee Shim  | Patinage de vitesse sur piste courte | 1 000 mètres femmes  | 18 janvier |
| Or       | Su Min Yoon   | Patinage de vitesse sur piste courte | 500 mètres hommes    | 19 janvier |
| Or       | Suk Hee Shim  | Patinage de vitesse sur piste courte | 500 mètres femmes    | 19 janvier |
| Argent   | Su Min Yoon   | Patinage de vitesse sur piste courte | 1 000 mètres hommes  | 18 janvier |
| Argent   | Hyo Jun Lim   | Patinage de vitesse sur piste courte | 500 mètres hommes    | 19 janvier |
| Argent   | Su Ji Jang    | Patinage de vitesse                  | Départ groupé femmes | 20 janvier |
| Bronze   | Hyeok Jun Noh | Patinage de vitesse                  | 3 000 mètres hommes  | 18 janvier |
| Bronze   | Su Ji Jang    | Patinage de vitesse                  | 3 000 mètres femmes  | 18 janvier |

## Résultats

### Ski alpin
La Corée du Sud a qualifié 2 athlètes.
Hommes
| Athlète      | Épreuve      | Finale          | Finale          | Finale          | Finale          |
| Athlète      | Épreuve      | Manche 1        | Manche 2        | Total           | Rang            |
| ------------ | ------------ | --------------- | --------------- | --------------- | --------------- |
| Dong-Woo Kim | Slalom       | 41 s 85         | N'a pas terminé | N'a pas terminé | N'a pas terminé |
| Dong-Woo Kim | Slalom géant | N'a pas terminé | N'a pas terminé | N'a pas terminé | N'a pas terminé |
| Dong-Woo Kim | Super-G      |                 |                 | 1 min 07 s 65   | 22              |
| Dong-Woo Kim | Combiné      | 1 min 06 s 38   | 38 s 31         | 1 min 44 s 69   | 15              |

Femmes
| Athlète    | Épreuve      | Finale           | Finale           | Finale           | Finale           |
| Athlète    | Épreuve      | Manche 1         | Manche 2         | Total            | Rang             |
| ---------- | ------------ | ---------------- | ---------------- | ---------------- | ---------------- |
| Eun-Hwa Jo | Slalom       | N'a pas terminée | N'a pas terminée | N'a pas terminée | N'a pas terminée |
| Eun-Hwa Jo | Slalom géant | 1 min 03 s 30    | 1 min 04 s 07    | 2 min 07 s 37    | 28               |
| Eun-Hwa Jo | Super-G      |                  |                  | 1 min 13 s 85    | 28               |
| Eun-Hwa Jo | Combiné      | 1 min 12 s 71    | 41 s 86          | 1 min 54 s 57    | 25               |

### Biathlon
La Corée du Sud a qualifié 2 athlètes.
Hommes
| Athlète    | Épreuve   | Finale        | Finale  | Finale |
| Athlète    | Épreuve   | Temps         | Manqués | Rang   |
| ---------- | --------- | ------------- | ------- | ------ |
| Dujin Choi | Sprint    | 22 min 35 s 8 | 3       | 38     |
| Dujin Choi | Poursuite | 36 min 49 s 2 | 9       | 42     |

Femmes
| Athlète     | Épreuve   | Finale        | Finale  | Finale |
| Athlète     | Épreuve   | Temps         | Manqués | Rang   |
| ----------- | --------- | ------------- | ------- | ------ |
| Jiyeon Jang | Sprint    | 21 min 08 s 4 | 2       | 35     |
| Jiyeon Jang | Poursuite | 37 min 07 s 5 | 6       | 40     |

Mixte
| Athlète                                    | Épreuve                           | Finale            | Finale  | Finale |
| Athlète                                    | Épreuve                           | Temps             | Manqués | Rang   |
| ------------------------------------------ | --------------------------------- | ----------------- | ------- | ------ |
| Jiyeon Jang Yeong-Ae Lee Dujin Choi Won Ji | Relais mixte ski de fond/biathlon | 1 h 20 min 14 s 2 | 7+12    | 24     |

### Bobsleigh
La Corée du Sud a qualifié 2 athlètes.
Hommes
| Athlète                 | Épreuve           | Finale   | Finale   | Finale        | Finale |
| Athlète                 | Épreuve           | Manche 1 | Manche 2 | Total         | Rang   |
| ----------------------- | ----------------- | -------- | -------- | ------------- | ------ |
| Junwon Choi Minseo Choi | Bob à deux hommes | 55 s 43  | 55 s 81  | 1 min 51 s 24 | 10     |

### Ski de fond
La Corée du Sud a qualifié 2 athlètes.
Hommes
| Athlète | Épreuve      | Finale        | Finale |
| Athlète | Épreuve      | Temps         | Rang   |
| ------- | ------------ | ------------- | ------ |
| Won Ji  | 10 km hommes | 36 min 24 s 0 | 40     |

Femmes
| Athlète      | Épreuve     | Finale        | Finale |
| Athlète      | Épreuve     | Temps         | Rang   |
| ------------ | ----------- | ------------- | ------ |
| Yeong-Ae Lee | 5 km femmes | 18 min 12 s 6 | 33     |

Sprint
| Athlète      | Épreuve       | Qualification | Qualification | Quart de finale | Quart de finale | Demi-finale   | Demi-finale   | Finale        | Finale        |
| Athlète      | Épreuve       | Total         | Rang          | Total           | Rang            | Total         | Rang          | Total         | Rang          |
| ------------ | ------------- | ------------- | ------------- | --------------- | --------------- | ------------- | ------------- | ------------- | ------------- |
| Won Ji       | Sprint hommes | 2 min 06 s 30 | 46            | Non qualifié    | Non qualifié    | Non qualifié  | Non qualifié  | Non qualifié  | Non qualifié  |
| Yeong-Ae Lee | Sprint femmes | 2 min 27 s 20 | 38            | Non qualifiée   | Non qualifiée   | Non qualifiée | Non qualifiée | Non qualifiée | Non qualifiée |

Mixte
| Athlète                                    | Épreuve                           | Finale            | Finale  | Finale |
| Athlète                                    | Épreuve                           | Temps             | Manqués | Rang   |
| ------------------------------------------ | --------------------------------- | ----------------- | ------- | ------ |
| Jiyeon Jang Yeong-Ae Lee Dujin Choi Won Ji | Relais mixte ski de fond/biathlon | 1 h 20 min 14 s 2 | 7+12    | 24     |

### Curling
La Corée du Sud a qualifié 1 équipe.
Composition de l'équipe
- Keon Go
- Sueyeon Kang
- Eunbi Kim
- Minhyeon Yoo

#### Équipe mixte
| Groupe bleu        | Skip             | V | D |
| ------------------ | ---------------- | - | - |
| États-Unis         | Korey Dropkin    | 7 | 0 |
| Suisse             | Michael Brunner  | 6 | 1 |
| République tchèque | Marek Černovský  | 4 | 3 |
| Chine              | Bai Yang         | 3 | 4 |
| Norvège            | Markus Skogvold  | 3 | 4 |
| Corée du Sud       | Kang Sue-yeon    | 2 | 5 |
| Nouvelle-Zélande   | Luke Steele      | 2 | 5 |
| Estonie            | Robert-Kent Päll | 1 | 6 |

##### Résultats du tour principal
| A                                | 1 | 2 | 3 | 4 | 5 | 6 | 7 | 8 | 9 | 10 | Total |
| -------------------------------- | - | - | - | - | - | - | - | - | - | -- | ----- |
| Corée du Sud (Kang)              | 0 | 0 | 2 | 1 | 0 | 0 | 0 | X |   |    | 3     |
| République tchèque (Černovský) X | 1 | 0 | 0 | 0 | 2 | 0 | 3 | X |   |    | 6     |

| B                   | 1 | 2 | 3 | 4 | 5 | 6 | 7 | 8 | 9 | 10 | Total |
| ------------------- | - | - | - | - | - | - | - | - | - | -- | ----- |
| Chine (Bai) X       | 2 | 0 | 1 | 0 | 1 | 3 | 1 | X |   |    | 8     |
| Corée du Sud (Kang) | 0 | 0 | 0 | 1 | 0 | 0 | 0 | X |   |    | 1     |

| C                      | 1 | 2 | 3 | 4 | 5 | 6 | 7 | 8 | 9 | 10 | Total |
| ---------------------- | - | - | - | - | - | - | - | - | - | -- | ----- |
| États-Unis (Dropkin) X | 2 | 0 | 0 | 0 | 1 | 0 | 4 | X |   |    | 7     |
| Corée du Sud (Kang)    | 0 | 0 | 2 | 1 | 0 | 1 | 0 | X |   |    | 4     |

| A                     | 1 | 2 | 3 | 4 | 5 | 6 | 7 | 8 | 9 | 10 | Total |
| --------------------- | - | - | - | - | - | - | - | - | - | -- | ----- |
| Norvège (Skogvold)    | 0 | 0 | 1 | 1 | 0 | 0 | 1 | 0 |   |    | 3     |
| Corée du Sud (Kang) X | 2 | 1 | 0 | 0 | 0 | 1 | 0 | 3 |   |    | 7     |

| D                   | 1 | 2 | 3 | 4 | 5 | 6 | 7 | 8 | 9 | 10 | Total |
| ------------------- | - | - | - | - | - | - | - | - | - | -- | ----- |
| Estonie (Päll) X    | 2 | 0 | 1 | 0 | 0 | 1 | 1 | 2 |   |    | 7     |
| Corée du Sud (Kang) | 0 | 0 | 0 | 3 | 2 | 0 | 0 | 0 |   |    | 5     |

| B                   | 1 | 2 | 3 | 4 | 5 | 6 | 7 | 8 | 9 | 10 | Total |
| ------------------- | - | - | - | - | - | - | - | - | - | -- | ----- |
| Corée du Sud (Kang) | 0 | 0 | 0 | 1 | 0 | 1 | 0 | X |   |    | 2     |
| Suisse (Brunner) X  | 1 | 0 | 1 | 0 | 3 | 0 | 1 | X |   |    | 6     |

| C                         | 1 | 2 | 3 | 4 | 5 | 6 | 7 | 8 | 9 | 10 | Total |
| ------------------------- | - | - | - | - | - | - | - | - | - | -- | ----- |
| Corée du Sud (Kang) X     | 2 | 3 | 0 | 1 | 0 | 0 | 3 | X |   |    | 9     |
| Nouvelle-Zélande (Steele) | 0 | 0 | 1 | 0 | 2 | 1 | 0 | X |   |    | 4     |

#### Doubles mixtes

##### 16ede finale
| A                                                | 1 | 2 | 3 | 4 | 5 | 6 | 7 | 8 | 9 | 10 | Total |
| ------------------------------------------------ | - | - | - | - | - | - | - | - | - | -- | ----- |
| Michael Brunner (SUI) Nicole Muskatewitz (GER) X | 0 | 2 | 0 | 2 | 0 | 2 | 1 | 1 |   |    | 8     |
| Sarah Anderson (USA) Go Ke-on (KOR)              | 1 | 0 | 4 | 0 | 1 | 0 | 0 | 0 |   |    | 6     |

| D                                             | 1 | 2 | 3 | 4 | 5 | 6 | 7 | 8 | 9 | 10 | Total |
| --------------------------------------------- | - | - | - | - | - | - | - | - | - | -- | ----- |
| Kang Sue-yeon (KOR) Krystof Krupanský (CZE) X | 3 | 1 | 0 | 3 | 0 | 2 | 1 | X |   |    | 10    |
| Daniel Rothballer (GER) Arianna Losano (ITA)  | 0 | 0 | 2 | 0 | 3 | 0 | 0 | X |   |    | 5     |

| B                                           | 1 | 2 | 3 | 4 | 5 | 6 | 7 | 8 | 9 | 10 | Total |
| ------------------------------------------- | - | - | - | - | - | - | - | - | - | -- | ----- |
| Martin Sesaker (NOR) Kim Eun-bi (KOR)       | 1 | 0 | 4 | 0 | 2 | 2 | 0 | X |   |    | 9     |
| Amalia Rudström (SWE) Kevin Lehmann (GER) X | 0 | 1 | 0 | 1 | 0 | 0 | 1 | X |   |    | 3     |

| C                                          | 1 | 2 | 3 | 4 | 5 | 6 | 7 | 8 | 9 | 10 | Total |
| ------------------------------------------ | - | - | - | - | - | - | - | - | - | -- | ----- |
| Frederike Manner (GER) Derek Oryniak (CAN) | 0 | 0 | 0 | 1 | 0 | 0 | X | X |   |    | 1     |
| Yoo Min-hyeon (KOR) Mako Tamakuma (JPN) X  | 3 | 2 | 3 | 0 | 5 | 1 | X | X |   |    | 14    |

##### 8ede finale
| A                                           | 1 | 2 | 3 | 4 | 5 | 6 | 7 | 8 | 9 | 10 | Total |
| ------------------------------------------- | - | - | - | - | - | - | - | - | - | -- | ----- |
| Corryn Brown (CAN) Martin Reichel (AUT) X   | 1 | 1 | 1 | 2 | 0 | 1 | 1 | 0 |   |    | 7     |
| Kang Sue-yeon (KOR) Krystof Krupanský (CZE) | 0 | 0 | 0 | 0 | 2 | 0 | 0 | 2 |   |    | 4     |

| D                                       | 1 | 2 | 3 | 4 | 5 | 6 | 7 | 8 | 9 | 10 | Total |
| --------------------------------------- | - | - | - | - | - | - | - | - | - | -- | ----- |
| Yang Ying (CHN) Thomas Howell (USA)     | 0 | 3 | 0 | 0 | 0 | 1 | 0 | X |   |    | 4     |
| Martin Sesaker (NOR) Kim Eun-bi (KOR) X | 2 | 0 | 2 | 1 | 2 | 0 | 3 | X |   |    | 10    |

| B                                          | 1 | 2 | 3 | 4 | 5 | 6 | 7 | 8 | 9 | 10 | Total |
| ------------------------------------------ | - | - | - | - | - | - | - | - | - | -- | ----- |
| Yoo Min-hyeon (KOR) Mako Tamakuma (JPN) X  | 2 | 0 | 3 | 1 | 1 | 0 | 2 | X |   |    | 9     |
| Amos Mosaner (ITA) Irena Brettbacher (AUT) | 0 | 1 | 0 | 0 | 0 | 3 | 0 | X |   |    | 4     |

##### Quart de finale
| A                                                | 1 | 2 | 3 | 4 | 5 | 6 | 7 | 8 | 9 | 10 | Total |
| ------------------------------------------------ | - | - | - | - | - | - | - | - | - | -- | ----- |
| Martin Sesaker (NOR) Kim Eun-bi (KOR) X          | 0 | 3 | 0 | 1 | 0 | 0 | 1 | 1 | 1 |    | 7     |
| Anastasia Moskaleva (RUS) Tsukasa Horigome (JPN) | 1 | 0 | 2 | 0 | 1 | 2 | 0 | 0 | 0 |    | 6     |

| C                                            | 1 | 2 | 3 | 4 | 5 | 6 | 7 | 8 | 9 | 10 | Total |
| -------------------------------------------- | - | - | - | - | - | - | - | - | - | -- | ----- |
| Duncan Menzies (GBR) Taylor Anderson (USA) X | 1 | 0 | 0 | 1 | 0 | 1 | 1 | 0 |   |    | 4     |
| Yoo Min-hyeon (KOR) Mako Tamakuma (JPN)      | 0 | 2 | 1 | 0 | 3 | 0 | 0 | 1 |   |    | 7     |

##### Demi-finale
| D                                       | 1 | 2 | 3 | 4 | 5 | 6 | 7 | 8 | 9 | 10 | Total |
| --------------------------------------- | - | - | - | - | - | - | - | - | - | -- | ----- |
| Martin Sesaker (NOR) Kim Eun-bi (KOR) X | 0 | 5 | 0 | 2 | 0 | 2 | 1 | 3 |   |    | 13    |
| Yoo Min-hyeon (KOR) Mako Tamakuma (JPN) | 2 | 0 | 1 | 0 | 3 | 0 | 0 | 0 |   |    | 6     |

##### Match pour la médaille de bronze
| B                                           | 1 | 2 | 3 | 4 | 5 | 6 | 7 | 8 | 9 | 10 | Total |
| ------------------------------------------- | - | - | - | - | - | - | - | - | - | -- | ----- |
| Korey Dropkin (USA) Marina Verenich (RUS) X | 1 | 0 | 1 | 0 | 2 | 0 | 1 | 0 | 1 |    | 6     |
| Yoo Min-hyeon (KOR) Mako Tamakuma (JPN)     | 0 | 1 | 0 | 1 | 0 | 1 | 0 | 2 | 0 |    | 5     |

##### Finale
| C                                                | 1 | 2 | 3 | 4 | 5 | 6 | 7 | 8 | 9 | 10 | Total |
| ------------------------------------------------ | - | - | - | - | - | - | - | - | - | -- | ----- |
| Michael Brunner (SUI) Nicole Muskatewitz (GER) X | 3 | 2 | 0 | 4 | 0 | 4 | X | X |   |    | 13    |
| Martin Sesaker (NOR) Kim Eun-bi (KOR)            | 0 | 0 | 1 | 0 | 1 | 0 | X | X |   |    | 2     |

### Patinage artistique
La Corée du Sud a qualifié 1 athlète.
Hommes
| Athlète(s)      | Épreuve    | PC/DO  | PC/DO | PL/DL  | PL/DL | Total  | Total |
| Athlète(s)      | Épreuve    | Points | Rang  | Points | Rang  | Points | Rang  |
| --------------- | ---------- | ------ | ----- | ------ | ----- | ------ | ----- |
| June Hyoung Lee | Individuel | 50,93  | 7     | 110,06 | 4     | 160,99 | 4     |

Femmes
| Athlète(s)   | Épreuve    | PC/DO  | PC/DO | PL/DL  | PL/DL | Total  | Total |
| Athlète(s)   | Épreuve    | Points | Rang  | Points | Rang  | Points | Rang  |
| ------------ | ---------- | ------ | ----- | ------ | ----- | ------ | ----- |
| So Youn Park | Individuel | 48,37  | 5     | 88,23  | 4     | 136,60 | 4     |

Mixte
| Athlètes                                                                                       | Épreuve             | Hommes | Hommes | Hommes | Femmes | Femmes | Femmes | Danse sur glace | Danse sur glace | Danse sur glace | Total  | Total |
| Athlètes                                                                                       | Épreuve             | Score  | Rang   | Points | Score  | Rang   | Points | Score           | Rang            | Points          | Points | Rang  |
| ---------------------------------------------------------------------------------------------- | ------------------- | ------ | ------ | ------ | ------ | ------ | ------ | --------------- | --------------- | --------------- | ------ | ----- |
| Équipe 6 Alexander Lyan (KAZ) So Youn Park (KOR) Estelle Elizabeth/Romain Le Gac (FRA)         | Trophée par équipes | 60,45  | 8      | 1      | 96,84  | 1      | 8      | 66,88           | 4               | 5               | 14     | 3     |
| Équipe 7 June Hyoung Lee (KOR) Micol Cristini (ITA) Victoria-Laura Lohmus/Andrei Davodov (EST) | Trophée par équipes | 109,30 | 3      | 6      | 65,60  | 6      | 3      | 45,60           | 6               | 3               | 12     | 7     |

### Ski acrobatique
La Corée du Sud a qualifié 1 athlète.
Ski half-pipe
| Athlète       | Épreuve              | Qualification | Qualification | Finale | Finale |
| Athlète       | Épreuve              | Points        | Rang          | Points | Rang   |
| ------------- | -------------------- | ------------- | ------------- | ------ | ------ |
| Kwang-Jin Kim | Ski half-pipe hommes | 58,50         | 10 Q          | 67,75  | 8      |

### Hockey sur glace
La Corée du Sud a qualifié 2 athlètes.
Hommes
| Athlète(s)  | Épreuve                     | Qualification | Qualification | Grande finale | Grande finale |
| Athlète(s)  | Épreuve                     | Points        | Rang          | Points        | Rang          |
| ----------- | --------------------------- | ------------- | ------------- | ------------- | ------------- |
| Ji Hyun Cho | Concours masculin d'agilité | 11            | 10            | Non qualifié  | Non qualifié  |

Femmes
| Athlète(s)     | Épreuve                    | Qualification | Qualification | Grande finale | Grande finale |
| Athlète(s)     | Épreuve                    | Points        | Rang          | Points        | Rang          |
| -------------- | -------------------------- | ------------- | ------------- | ------------- | ------------- |
| Yeon Jeong Lee | Concours féminin d'agilité | 2             | 13            | Non qualifiée | Non qualifiée |

### Patinage de vitesse sur piste courte
La Corée du Sud a qualifié 4 athlètes.
Hommes
| Athlète     | Épreuve             | Quart de finale | Quart de finale | Demi-finale    | Demi-finale | Finale         | Finale |
| Athlète     | Épreuve             | Temps           | Rang            | Temps          | Rang        | Temps          | Rang   |
| ----------- | ------------------- | --------------- | --------------- | -------------- | ----------- | -------------- | ------ |
| Hyo Jun Lim | 500 mètres hommes   | 44 s 291        | 1 Q             | 42 s 911       | 2 Q         | 42 s 482       | 2      |
| Hyo Jun Lim | 1 000 mètres hommes | 1 min 32 s 445  | 1 Q             | 1 min 29 s 442 | 1 Q         | 1 min 29 s 284 | 1      |
| Su Min Yoon | 500 mètres hommes   | 43 s 310        | 1 Q             | 42 s 468       | 1 Q         | 42 s 417       | 1      |
| Su Min Yoon | 1 000 mètres hommes | 1 min 31 s 887  | 1 Q             | 1 min 31 s 239 | 1 Q         | 1 min 29 s 428 | 2      |

Femmes
| Athlète        | Épreuve             | Quart de finale | Quart de finale | Demi-finale    | Demi-finale | Finale         | Finale       |
| Athlète        | Épreuve             | Temps           | Rang            | Temps          | Rang        | Temps          | Rang         |
| -------------- | ------------------- | --------------- | --------------- | -------------- | ----------- | -------------- | ------------ |
| Jung Hyun Park | 500 mètres femmes   | 1 min 00 s 289  | 4 qCD           | 46 s 948       | 1 qC        | 46 s 339       | 1            |
| Jung Hyun Park | 1 000 mètres femmes | 1 min 36 s 331  | 1 Q             | 1 min 33 s 823 | 1 Q         | Disqualifiée   | Disqualifiée |
| Suk Hee Shim   | 500 mètres femmes   | 44 s 929        | 1 Q             | 44 s 444       | 1 Q         | 44 s 122       | 1            |
| Suk Hee Shim   | 1 000 mètres femmes | 1 min 37 s 066  | 1 Q             | 1 min 34 s 809 | 1 Q         | 1 min 31 s 661 | 1            |

Mixte
| Athlète                                                                                         | Épreuve              | Demi-finale    | Demi-finale | Finale         | Finale   |
| Athlète                                                                                         | Épreuve              | Temps          | Rang        | Temps          | Rang     |
| ----------------------------------------------------------------------------------------------- | -------------------- | -------------- | ----------- | -------------- | -------- |
| Équipe A Suk Hee Shim (KOR) Yoann Martinez (FRA) Melanie Brantner (AUT) Denis Aïrapetian (RUS)  | Relais mixte par CNO | 4 min 21 s 668 | 2 Q         | 4 min 26 s 352 | 3        |
| Équipe B Jung Hyun Park (KOR) Lu Xiucheng (CHN) Xu Aili (CHN) Jack Burrows (GBR)                | Relais mixte par CNO | 4 min 21 s 656 | 1 Q         | 4 min 21 s 713 | 1        |
| Équipe G Dariya Goncharova (KAZ) Su Min Yoon (KOR) Arianna Sighel (ITA) Dominic Andermann (AUT) | Relais mixte par CNO | 4 min 22 s 356 | 3 qB        | Pénalité       | Pénalité |
| Équipe H Anna Gamorina (RUS) Hyo Jun Lim (KOR) Aafke Soet (NED) Michal Prokop (CZE)             | Relais mixte par CNO | 4 min 26 s 027 | 2 Q         | Pénalité       | Pénalité |

### Skeleton
La Corée du Sud a qualifié 1 athlète.
Hommes
| Athlète     | Épreuve           | Finale        | Finale   | Finale        | Finale |
| Athlète     | Épreuve           | Manche 1      | Manche 2 | Total         | Rang   |
| ----------- | ----------------- | ------------- | -------- | ------------- | ------ |
| Banseok Kim | Individuel hommes | 1 min 01 s 34 | 59 s 08  | 2 min 00 s 42 | 12     |

### Snowboard
La Corée du Sud a qualifié 2 athlètes.
Femmes
Bien qu'inscrite dans l'équipe, Hae-Rim Jeong n'a participé à aucune épreuve.
Hommes
| Athlète      | Épreuve          | Qualification | Qualification | Qualification | Demi-finale | Demi-finale | Demi-finale | Finale       | Finale       | Finale       |
| Athlète      | Épreuve          | Manche 1      | Manche 2      | Rang          | Manche 1    | Manche 2    | Rang        | Manche 1     | Manche 2     | Rang         |
| ------------ | ---------------- | ------------- | ------------- | ------------- | ----------- | ----------- | ----------- | ------------ | ------------ | ------------ |
| Myung-Joo Na | Half-pipe hommes | 54,75         | 37,00         | 8 q           | 65,00       | 45,00       | 7           | Non qualifié | Non qualifié | Non qualifié |

### Patinage de vitesse
La Corée du Sud a qualifié 4 athlètes.
Hommes
| Athlète       | Épreuve              | Course 1 | Course 2 | Total         | Rang |
| ------------- | -------------------- | -------- | -------- | ------------- | ---- |
| Dai Han Park  | 500 mètres hommes    | 39 s 41  | 39 s 46  | 78 s 87       | 6    |
| Dai Han Park  | Départ groupé hommes |          |          | 7 min 35 s 00 | 19   |
| Hyeok Jun Noh | 1 500 mètres hommes  |          |          | 2 min 02 s 19 | 4    |
| Hyeok Jun Noh | 3 000 mètres hommes  |          |          | 4 min 14 s 41 | 3    |
| Hyeok Jun Noh | Départ groupé hommes |          |          | 7 min 26 s 72 | 16   |

Femmes
| Athlète    | Épreuve              | Course 1 | Course 2 | Total         | Rang |
| ---------- | -------------------- | -------- | -------- | ------------- | ---- |
| Mi Jang    | 500 mètres femmes    | 40 s 88  | 40 s 80  | 81 s 68       | 1    |
| Mi Jang    | 1 500 mètres femmes  |          |          | 2 min 08 s 17 | 1    |
| Mi Jang    | Départ groupé femmes |          |          | 6 min 07 s 44 | 9    |
| Su Ji Jang | 3 000 mètres femmes  |          |          | 4 min 42 s 72 | 3    |
| Su Ji Jang | Départ groupé femmes |          |          | 6 min 01 s 13 | 2    |